# Névery család
A néveri Névery régi és nagyon szétterjedt család a Nyitra és Bars vármegye határán lévő Néver (szlovákul Neverice) községről vette nevét.

## Történetük
A közép- és újkor folyamán a községben élők többsége egyházi nemes volt és a verebélyi szék alá tartoztak.
Legkorábbi szakirodalomból ismert említésük 1494-ben Stephanus de Newer és Newery Ambrus királyi ember révén történt 1500-ban, azonban a források már 1372-ben említik Newery-i Péter fiát Miklóst egy kishecsei birtoklás kapcsán.
1410-ben Herchek de Newer-t sorolják fel a hatalmaskodó néveri nemesek között. Egy 1422-es birtokperből látható, hogy már ekkor több Névery családi ág létezett. 1434-ben Névery Péter fia Tamás, illetve Névery Tamás és fia (?) Pálóczi György érsektől új adományt kapott. 1435-ben Névery Miklós királyi biztos. 1467 körül Mátyás király megfosztotta Néveri Jakabot birtokaitól, amiért az a bratrikokhoz csatlakozott. 1469-ben Newer-i Tamás feleségét Zsófiát említik. 1471-ben Newer-i Tamás felesége és fiai nevében is elzálogosítja alsóatraki birtokát. 1477-ben Néveri Dénes érseki nemes, 1479-ben pedig Gímes várnagya. 1497-ben Neweri Miklós és Tamás özvegye szerepelnek mint a nyitrai püspök tanúi. 1508-ban, 1514-ben és 1517-ben tűnik fel Newer-i Albert. 1564-ben Névery Mátyást I. Ferdinánd az alsó-magyarországi bányavárosok védelmét ellátó főkapitánynak nevezte ki, majd a király Névery Mátyás kapitány számára bányászokat adományozott az alsó-magyarországi bányavárosokban. Mátyás bányavárosi kapitány 1569-ben nősülhetett. 1572-ben 12 kelecsényi jobbágytelekről egyeztek meg Zeoreny Péter, Newery Mátyás, György és Sára. Gyuroth Urbán, helyesen Névery de Néver Urban fiai elvesztették okleveleiket, ezért 1580-ban új királyi adomány alapján iktatták be őket néveri birtokukba. 1586-ban Névery családbeliek armálist szereztek. Mindkét eset idején az esztergomi érseki szék hosszú ideje üresedésben volt. 1589-ben Névery Tamás vajda és társai Budán jártak követségben, és onnét az uralkodónak szóló leveleket hoztak. 1591-ben Tamás a vajkai szék nádorságát kérte. 1593-ban Névery Mátyás újvári kapitány (kis)cétényi szőlőjére kiváltságot kapott. Névery György 1601-ben királyi ember. Tamás 1604-es haláláig a verebélyi szék nádora volt. Néveri Miklós 1647-ben inventáriumot készit a gímesi várról többed magával. Az 1664-es érsekújvári török defterben Néveren Gergely, Istók és István szerepelt. 1669-ben Szelepcsényi György érsek Névery Miklósnak és Hamar Andrásnak adományozta az örökös nélkül elhunyt Jánosdeák Pál nemespanni örökös és zálogos jószágát. Nemespannon lakó Bogyó István és Bíró István a garamszentbenedeki konvent embere és a királyi ember általi beiktatáskor ellentmondtak, majd visszakoztak és újból az érsekhez folyamodtak. 1671-ben Néveren Névery Miklós örökös nélkül lévén Hamar Andrásnak adta örökbe az említett jószág felét. 1755-ben Néveren a Gáspár család irtásbirtokait vizsgálták, melyhez mellékelték Névery Gergely és Appony Katalin, illetve Jancsovith Márton és Névery Katalin leszármazottainak családfáját. Névery Gergely legkisebb fia István 1776-ban végrendelkezett Néveren.
Békés vármegyébe Bihar vármegyéből érkeztek. 1718 körül mint Löwenburg gazdatisztje Névery Pál Békés vármegyében szolgált. 1722-1725 között Gyulán volt vármegyei esküdt, 1725-1727 között szolgabíró. 1732-ben kihirdett Békés vármegyében nemességét, majd elköltözött. A későbbi békési ágak Bars vármegyéből Imrétől származtak. 1771-ben igazolták nemességüket. 1738-1739-ben 3 néveri és 2 csallóközi (Beketfa) családtagjuk tanult az országban. 1782-ben Temes vármegyében Névery József és Elek vásárolt birtokokat Temesfüvesen és további településeken, de nem fizették ki a vételárat, így azok továbbra is a kincstár birtokában maradtak. 1789-ben címeres nemeslevelet szereztek.
1808-ban Névery Elek kérte bárói rangra való emelését. 1838-ban Névery Sándor kéri a borosjenői uradalomhoz tartozó monyászai birtok birtokosaként a tauczi vasbánya átadását. Névery Sándornak Monyásza helységbeli telektulajdonosként (Krassó megye) vitája volt Szotoczky helyi birtokossal. Névery Károly 1845-ben báró rangot szerzett.
1886-ban Gyulán jubileumot ünnepeltek.
Címeres nemeslevelet Névery Mátyás és György kaptak Rudolf magyar királytól 1586. február 27-én Prágában, amelyet 1587. október 21-én Újbányán Bars, ill. 1588-ban Nyitrán, Nyitra vármegyében hirdettek ki. Család birtokos volt többek között Néveren, Teszéren, Zólyom vármegyében, Ispácán (Pozsony vármegyében) és később Békés vármegyében.
Címerükben koronás hármasdombon markolatán álló kard, jobbról kardot tartó oroszlán, balról szablyás párduc tartja. A jelképet önmagát faló kígyó keretezi. A sisakdíszben saskarmokon fekete sasszárny emelkedik.

## Neves családtagok

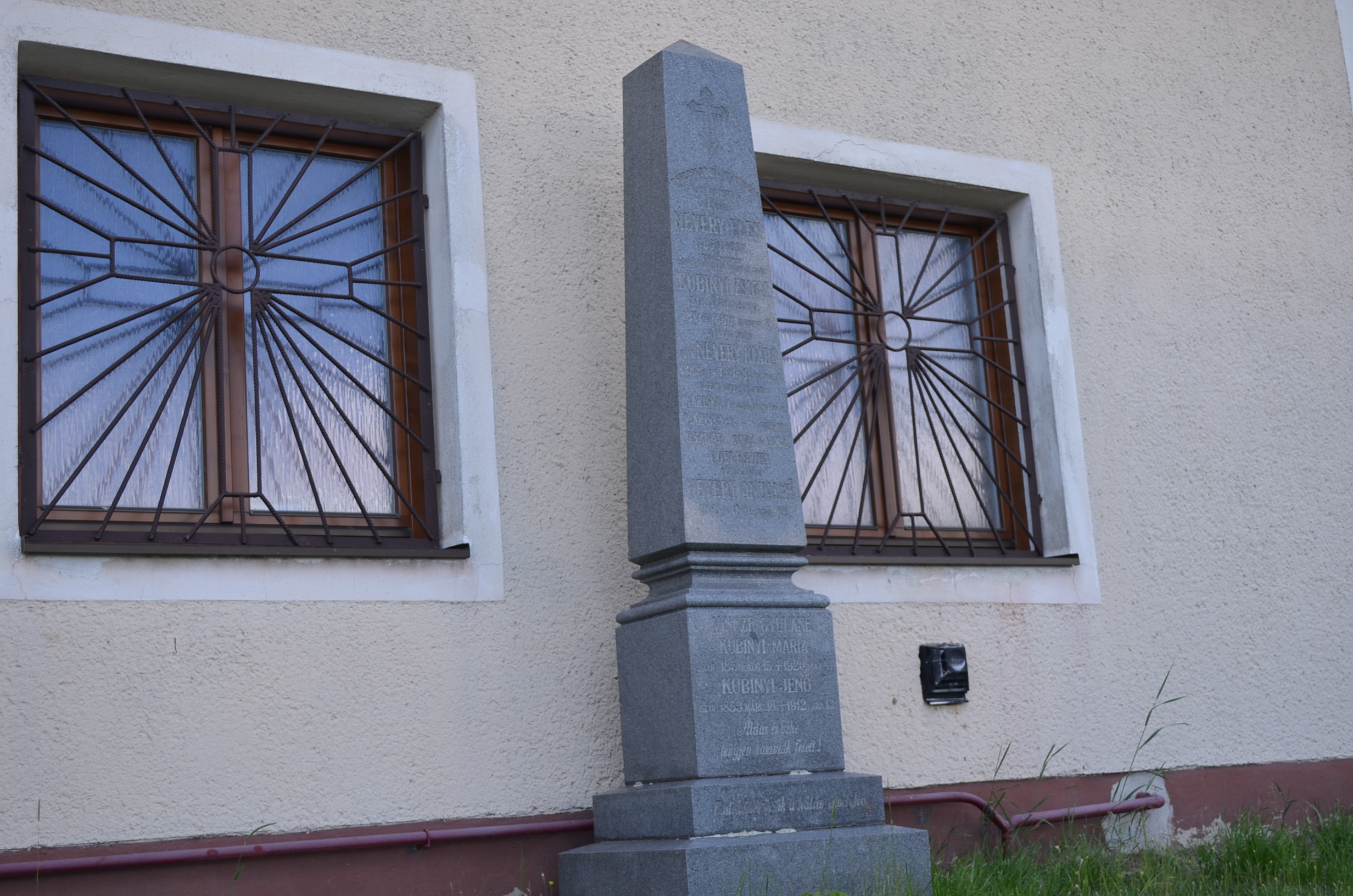
Néver
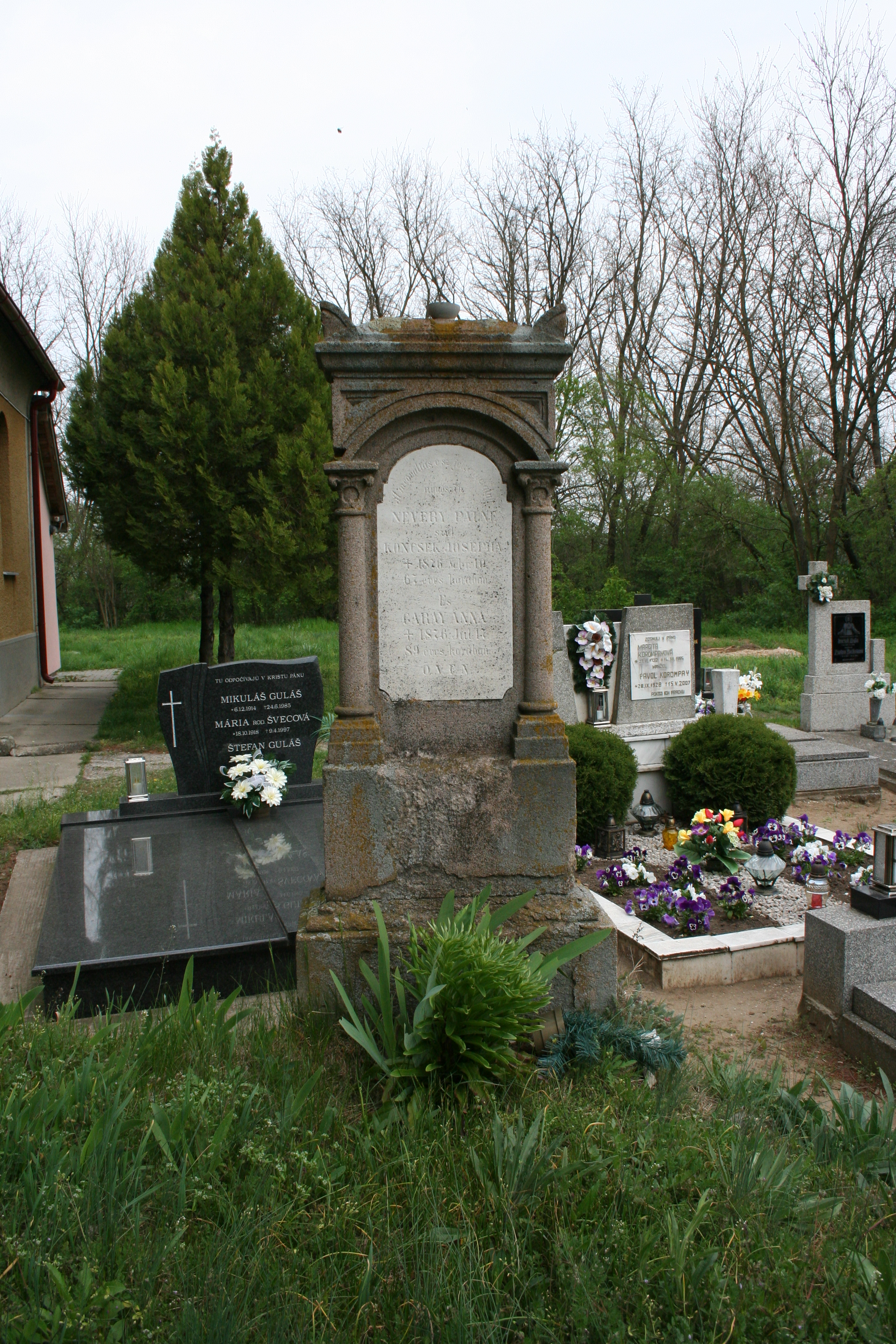
Ohaj
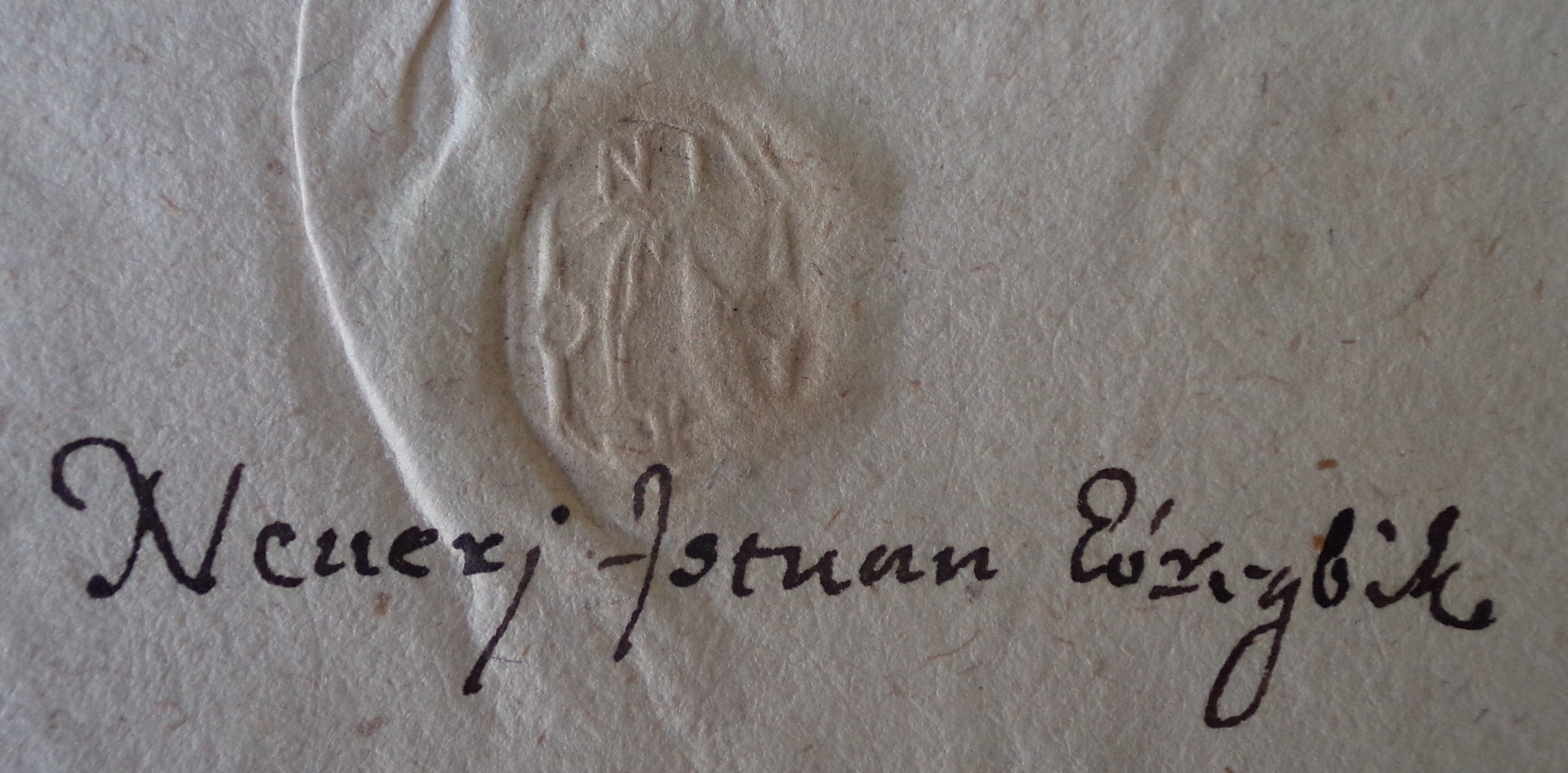
Névery István pecsétje 1636-ból
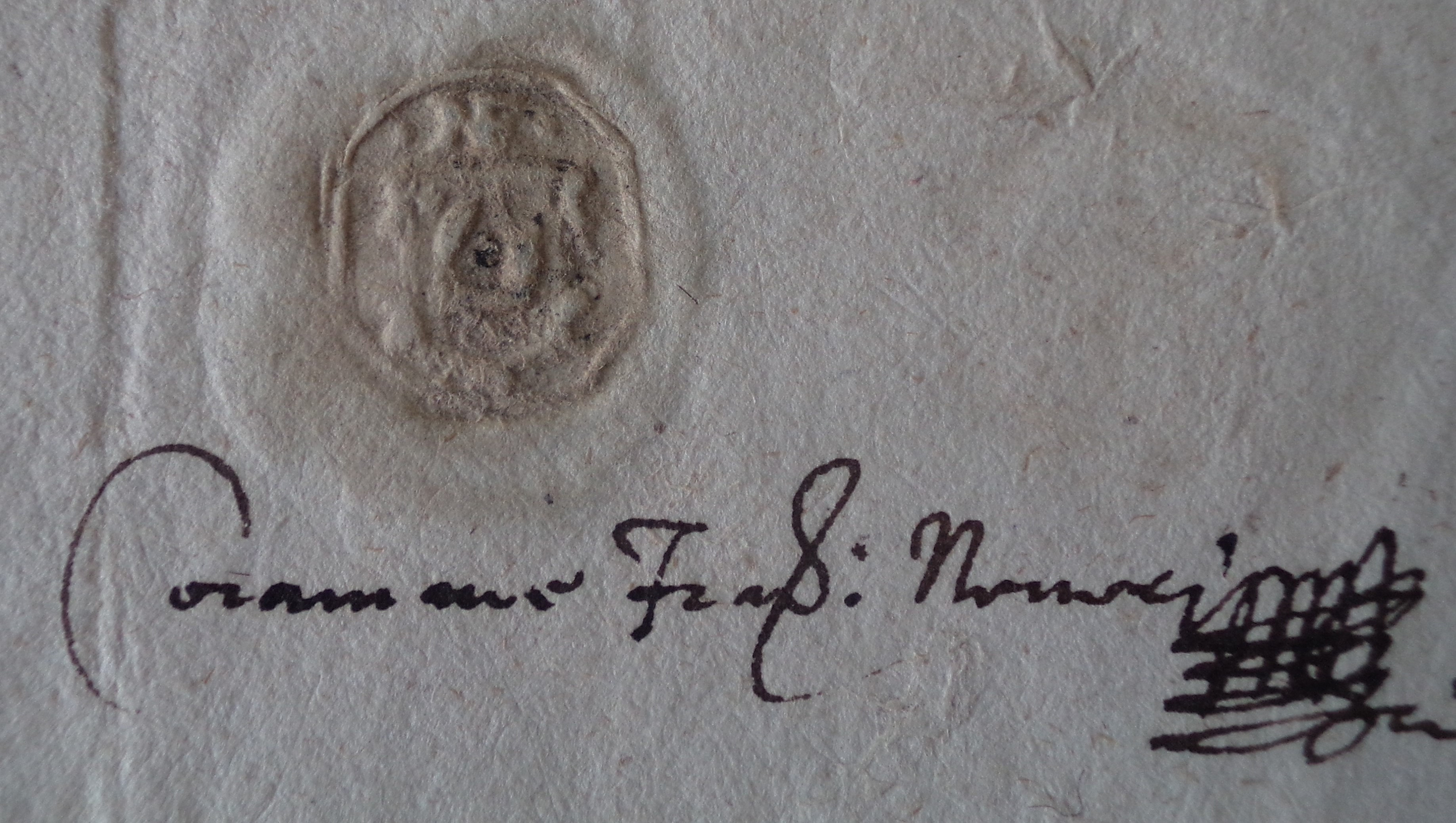
Névery Ferenc pecsétje 1636-ból
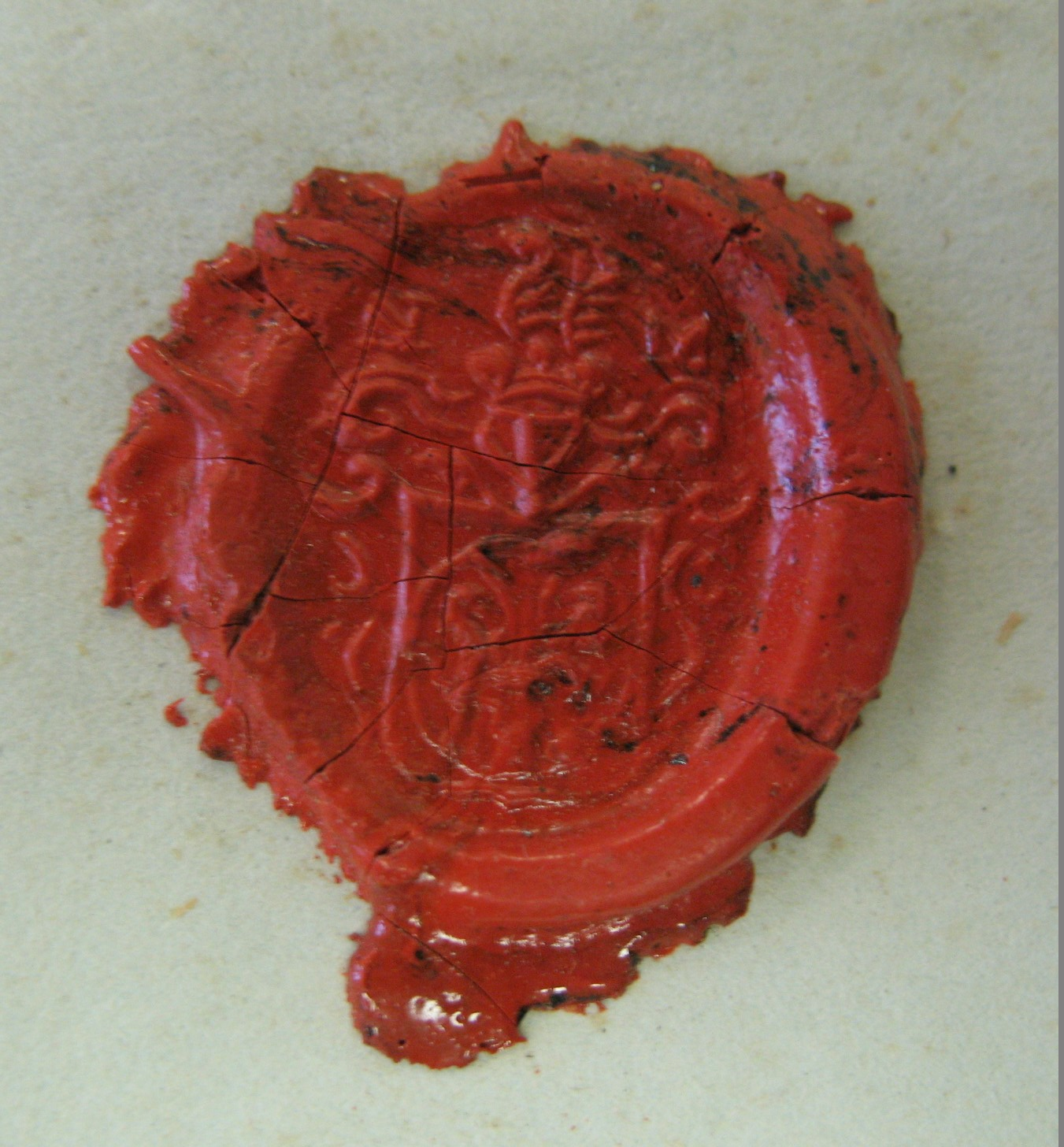
Névery Miksa Bars vármegyei főszolgabíró pecsétje 1842-ből

- Névery Tamás 1604-ig a verebélyi szék nádora[25]
- Névery János 1612-ben 80 éves kora körül tanúskodik, hogy annakelőtte szolgabíróként szolgált[45]
- Névery György 1620-ban a verebélyi szék szolgabírója
- id. Névery István 1628-ban a verebélyi szék szolgabírója
- Névery Ferenc 1639-ben és 1644-ben jegyzője, 1651-ben és 1653-ban a verebélyi szék alispánja
- Névery Miklós 1651-ben és 1653-ban szolgabírója, 1671-ben és 1676-ban[46] és 1677-ben a verebélyi szék alispánja.[47]
- Névery István a verebélyi szék szolgabírója 1672-ben
- Névery Pál Ignác (1675 körül-1732) makarskai címzetes püspök, 1723-1730 között nagyváradi kanonok[48]
- Névery Ignác (18. század) ungvári kincstári prefektus
- Névery Ferenc (?-1757) plébános[49]
- Névery József 1790-től alkincstárnok (fiskális) Bars vármegyében[50]
- Névery György (1761-1836) széki táblai esküdt, plébános, levéltáros[51]
- Névery Rudolf (1817-1856) széki táblai esküdt, plébános
- Névery József 1831-től a verebélyi és szentgyörgyi szék, néveri járásának alszolgabírója[52]
- gyulavarsándi Névery Károly udvari fogalmazó volt a Magyar Kancellárián 1832-ben, majd titkár, 1835-ben asztalnoknak javasolták.[53]
- Névery Sándor fogalmazógyakornok volt a Magyar Kancellárián 1832-ben, majd fogalmazó és 1839-től Staatsrat officiális.[54]
- Névery Miksa 1839-től al-, 1842-ben, 1845-től főszolgabiró Bars vármegyében
- Névery Klára, Kubinyi Zsigmond Bars vármegyei főügyész felesége
- Névery Sándor (1859-1918) plébános, gimnáziumi tanár[48][55]
- Névery Ignác bíró